# Coelioxys quadrifasciata
Coelioxys quadrifasciata är en biart som beskrevs av Gupta 1992. Coelioxys quadrifasciata ingår i släktet kägelbin, och familjen buksamlarbin. Inga underarter finns listade i Catalogue of Life.